# Johann Friedrich Wilhelm Stolle
Johann Friedrich Wilhelm Stolle (* 18. Januar 1794 in Holzminden; † 15. Januar 1864 ebenda) war ein deutscher Kaufmann und Politiker.

## Leben
Stolle arbeitete als Kaufmann in Holzminden.
Vom 18. Mai 1848 bis 15. Januar 1849 war Stolle für den Wahlkreis Braunschweig in Holzminden Mitglied der Frankfurter Nationalversammlung in der Casino-Fraktion und anschließend in der Fraktion Landsberg.
Von 1833 bis 1848 war er Mitglied der Ständeversammlung des Herzogtums Braunschweig.